# Hygraula pelochyta
Hygraula pelochyta là một loài bướm trong họ Crambidae. Chúng được Turner mô tả lần đầu tiên năm 1937. Loài này thường được tìm thấy ở Úc.